# Гобабіс
Гобабіс (англ. Gobabis, афр. Gobabis) — місто в Намібії.

## Географія і економіка
Місто Гобабіс розташоване в східній частині центральної Намібії, за 200 кілометрів на схід від столиці країни Віндгука. Є головним містом області Омахеке, а також центром однойменного округу та виборчого району. Чисельність населення складає 19 870 осіб (на 2010).
Місто знаходиться в посушливому регіоні, розташованому на кордоні пустелі Калахарі. В околицях Гобабіса лежать близько 800 великих сільськогосподарських ферм, що займаються розведенням великої рогатої худоби. Природний ландшафт тут — трав'яниста савана. Після будівництва шосе Транс-Калахарі, що проходить через Гобабіс, він стає важливим транспортним ланкою на цій стратегічній трансафриканській трасі, що зв'язує узбережжя Атлантичного і Індійського океанів.

## Історія
Гобабіс був заснований 6 серпня 1845 року як місіонерська станція на території, заселеній етнічною групою, що мала змішане, бурсько-готтентотське походження. Назва міста мовою нама (Goabes) позначає Слонячі хатини. З травня 1895 року Гобабіс переходить у підпорядкування німецької колоніальної адміністрації. В 1897 році в околицях міста серед великої рогатої худоби лютувала епідемія чуми, яка розорила багатьох місцевих фермерів.

## Спорт
У гобабісі базується футбольний клуб «Янг Афрікан».